# Richard Celis
Richard Enrique Celis Sánchez (Maracaibo, Zulia, Venezuela, 23 de abril de 1996) es un futbolista venezolano que juega como delantero en el Técnico Universitario de la Serie A de Ecuador.

## Legado deportivo
Su primo Miguel Celis también es futbolista y actualmente juega para el Caracas FC.

## Trayectoria

### Atlético Venezuela
Hizo su debut profesional a sus 16 años de edad jugando para el Atlético Venezuela en la temporada 2013 allí disputaría 1 minuto frente al Deportivo Anzoátegui habiendo ingresado al terreno de juego por el colombiano Diego Valdés Parra (hermano del mundialista en Brasil 2014, Carlos Valdés).

### Deportivo JBL del Zulia
Para el Torneo de Adecuación 2015 (Segunda División Venezolana) ficha con el Deportivo JBL Zulia, ascendiendo como subcampeones y siendo fundamental anotando 13 goles en 10 partidos.
Ya en primera división anota su primer gol con el primer equipo el 31 de enero de 2016 en la derrota 2-1 ante Ureña S.C. y anotando gol al minuto 57 por la Primera División de Venezuela. El 17 de febrero de 2016 anotaría su segundo gol en la victoria del JBL Zulia 3-1 ante Carabobo Fútbol Club, anotando un gol al minuto 49. El 6 de marzo de 2016 anotaría su tercer gol en la derrota del JBL Zulia 2-1 ante ACD Lara, anotando un gol en el minuto 2. El 13 de marzo de 2016 anotaría su cuarto gol en el empate 2-2 ante Estudiantes de Caracas Sport Club, anotando un gol al minuto 70. El 9 de abril de 2016 anotaría su quinto gol en la victoria 0-2 ante Aragua Fútbol Club, anotando un gol en el minuto 36.
Tras 21 partidos sin anotar gol, volvería a anotar un gol el 11 de marzo de 2017, en la derrota 1-2 ante Deportivo Táchira al minuto 16 para colocarse en la momentánea ventaja del JBL Zulia que luego sufriría una remontada por parte del Aurinegro, siendo así su único gol anotado en el Torneo Apertura 2017 (Venezuela).

### FK Senica
El 2 de febrero de 2018, se convertiría en el nuevo jugador del FK Senica, a cambio de 100 mil Euros para el JBL Zulia. Siendo una de las incorporaciones para la Superliga de Eslovaquia 2017-18 por parte del club, donde vería muy poca actividad desde su llegada al club, debutando el 18 de febrero de 2018 con su club jugando como Extremo derecho en la derrota 0-2 ante Dunajská Streda. Sumando un total de 16 partidos durante el 2018, donde llegó a disputar los Play-Offs.
El 8 de octubre de 2018, anotaría su primer y único gol con el FK Senica en la Copa de Eslovaquia en la victoria 0-5 del FK Senica al Dolne Vestenice entrando de cambio al minuto 46, el gol anotado sería al minuto 56, solo 10 minutos después de ingresar de cambio.

### Caracas FC
El 3 de enero de 2019, sería anunciado como una de las incorporaciones del Caracas Fútbol Club de cara al Torneo Apertura 2019 (Venezuela), Torneo Clausura 2019 (Venezuela), la fase previa de la Copa Libertadores 2019 y posteriormente, la segunda ronda de la Copa Sudamericana 2019, llegando a aportar en ataque al cuadro capitalino. En el Torneo Apertura 2019 (Venezuela), debutó jugando 15 minutos en la victoria del Caracas Fútbol Club en condición de visitante 0-1 al ACD Lara por la primera jornada.
El 2 de febrero de 2019, anotaría su primer gol en el Caracas Fútbol Club sería en la 2.ª jornada de la Primera División de Venezuela 2019 donde entraría de cambio al minuto 78 y anotaría un gol de cabeza al minuto 87 con el que sellaria la segunda victoria del Caracas Fútbol Club 3-0 al Zamora Fútbol Club.
Disputaría su primer Clásico del fútbol venezolano en la derrota 2-1 del Caracas Fútbol Club ante Deportivo Táchira el 10 de febrero de 2019, disputado en el Estadio Polideportivo de Pueblo Nuevo por la Jornada 3 de la Primera División de Venezuela 2019.
El 16 de febrero de 2019, anotaría su segundo gol en el Torneo Apertura 2019 (Venezuela), en el empate 1-1 entre Caracas F. C. y Aragua F. C. al minuto 90+7 por lanzamiento de penalti. El 30 de marzo de 2019, anotaría doblete en la victoria del Caracas F. C. 4-2 ante Mineros de Guayana, anotando los goles al minuto 4 y 27. El 14 de abril de 2019, anotaría un gol en la victoria del Caracas F. C. 0-3 ante Estudiantes de Caracas Sport Club anotando gol al minuto 52 de partido. El 17 de abril de 2019, anotaría un gol nuevamente para darle la victoria al Caracas F. C. 1-0 ante Metropolitanos Fútbol Club al minuto 63 de partido. El 12 de mayo de 2019, anotaría otro doblete, consiguiendo así su séptimo y octavo gol durante el Torneo Apertura 2019 (Venezuela), en la victoria 1-4 del Caracas F. C. ante Deportivo La Guaira anotando los goles al minuto 79 y 83 de partido.
Durante el Torneo Clausura 2019 (Venezuela), anotaría un gol el 29 de septiembre de 2019, en la victoria 0-2 del Caracas Fútbol Club ante Atlético Venezuela C.F. en la Jornada 13. El 28 de noviembre de 2019, anotaría su segundo gol durante el Torneo, en la victoria 2-0 del Caracas Fútbol Club ante el ACD Lara en las Semifinales del Torneo Clausura 2019, dándole el boleto a Caracas Fútbol Club a la Final del Torneo Clausura 2019 (Venezuela) que se disputaría entre el 1 de diciembre y 8 de diciembre de 2019 ante su máximo rival el Deportivo Táchira en la Superfinal del Clásico del fútbol venezolano, donde buscarían la clasificación directa a la Copa Libertadores 2020.
El 1 de diciembre de 2019, jugaría de titular en la Final de Ida del Torneo Clausura 2019 (Venezuela), siendo una pieza fundamental en el ataque del Caracas Fútbol Club en el empate 1-1 en el Clásico del fútbol venezolano entre Caracas F. C. y Deportivo Táchira disputado en el Estadio Olímpico de la UCV en Caracas.
El 8 de diciembre de 2019, jugaría de titular en la Final de Vuelta del Torneo Clausura 2019 (Venezuela), siendo uno de los jugadores más destacados del partido en el ataque del Caracas Fútbol Club en el empate 2-2 en el Clásico del fútbol venezolano entre Caracas F. C. y Deportivo Táchira disputado en el Polideportivo de Pueblo Nuevo en San Cristóbal, con este resultado se consagraría Campeón por primera vez como jugador en el Torneo Clausura 2019 (Venezuela) ante su máximo rival.

### Millonarios FC
El 16 de febrero de 2022 fue anunciado como refuerzo por Millonarios Fútbol Club. Celis firmó contrato por préstamo con opción de compra por un año.

## Competiciones internacionales

### Copa Libertadores 2019
Con el Caracas Fútbol Club durante la Copa Libertadores 2019, disputó 21 minutos en el empate 1-1 por el partido de ida por Segunda Ronda de la Libertadores ante Delfín Sporting Club, disputó 88 minutos en el partido de vuelta que culminó en empate 0-0 entre Caracas Fútbol Club y Delfín Sporting Club en el Estadio Olímpico de la UCV.
En el partido de ida de la Tercera Ronda de la Libertadores, disputó 45 minutos en la derrota en condición de visitante del Caracas Fútbol Club 2-0 ante FBC Melgar, en el partido de vuelta por la Tercera Ronda, entró de cambio al minuto 46 y anotaría un gol en el minuto 57, en la victoria del Caracas Fútbol Club 2-1 ante FBC Melgar, que no les alcanzaría para obtener la clasificación a la fase de grupos de la Copa Libertadores 2019, despidiéndose así de dicha competición internacional y anotando su primer gol en una competición internacional.

### Copa Sudamericana 2019
Después de la eliminación de la Copa Libertadores 2019, el Caracas Fútbol Club se clasificaría a la Segunda Ronda de la Copa Sudamericana 2019, jugó el partido de ida en la derrota 1-0 ante Liverpool Fútbol Club y el partido de vuelta en la victoria 2-0 del Caracas Fútbol Club anteLiverpool Fútbol Club, clasificándose así a los octavos de finsl de la Copa Sudamericana 2019.
En los octavos de finsl, jugó 31 minutos en el empate 0-0 por el partido de ida ante Independiente del Valle en el Estadio Olímpico de la UCV y jugó todo el partido de vuelta que terminó en la derrota 2-0 en condición de visitante del Caracas Fútbol Club ante Independiente del Valle, con el cual se despedirían de la Copa Sudamericana 2019 ante el campeón vigente de dicha competición.

## Selección nacional

### Participaciones en Copas América
| Torneo            | Sede   | Resultado       | Partidos | Goles |
| ----------------- | ------ | --------------- | -------- | ----- |
| Copa América 2021 | Brasil | Fases de grupos | 2        | 0     |

### Participaciones en Eliminatorias Mundialistas
| Torneo                                                        | Sede            | Resultado  | Partidos | Goles |
| ------------------------------------------------------------- | --------------- | ---------- | -------- | ----- |
| Clasificación de Conmebol para la Copa Mundial de Fútbol 2022 | América del Sur | Elimanados | 2        | 0     |

## Clubes
| Club                      | País       | Temporadas     |
| ------------------------- | ---------- | -------------- |
| Atlético Venezuela        | Venezuela  | 2013 - 2014    |
| Deportivo JBL Zulia       | Venezuela  | 2015 - 2017    |
| FK Senica                 | Eslovaquia | 2018           |
| Caracas F.C.              | Venezuela  | 2019 - 2021    |
| Millonarios               | Colombia   | 2022           |
| Caracas F.C.              | Venezuela  | 2023           |
| Academia Puerto Cabello   | Venezuela  | 2024           |
| East Bengal Football Club | India      | 2025           |
| Técnico Universitario     | Ecuador    | 2025- Presente |

## Estadísticas
Actualizado hasta su último partido jugado el 17 de agosto de 2025.
| Atlético Venezuela · Venezuela | 1.ª           | 2013-14       | 2   | 0  | -  | - | -  | - | 2   | 0  |
| Atlético Venezuela · Venezuela | Total club    | Total club    | 2   | 0  | 0  | 0 | 0  | 0 | 2   | 0  |
| Deportivo JBL Zulia · Venezuela | 2.ª           | 2015          | 10  | 13 | 2  | 2 | -  | - | 12  | 15 |
| Deportivo JBL Zulia · Venezuela | 1.ª           | 2016          | 32  | 5  | 2  | 0 | -  | - | 37  | 5  |
| Deportivo JBL Zulia · Venezuela | 1.ª           | 2017          | 15  | 1  | -  | - | -  | - | 15  | 1  |
| Deportivo JBL Zulia · Venezuela | Total club    | Total club    | 57  | 19 | 4  | 2 | 0  | 0 | 61  | 21 |
| FK Senica · Eslovaquia | 1.ª           | 2018-I        | 6   | 0  | 1  | 0 | -  | - | 7   | 0  |
| FK Senica · Eslovaquia | 1.ª           | 2018-II       | 8   | 0  | -  | - | -  | - | 8   | 0  |
| FK Senica · Eslovaquia | Total club    | Total club    | 14  | 0  | 1  | 0 | 0  | 0 | 15  | 0  |
| Caracas F. C. · Venezuela | 1.ª           | 2019          | 42  | 11 | 2  | 1 | 8  | 1 | 52  | 13 |
| Caracas F. C. · Venezuela | 1.ª           | 2020          | 21  | 5  | -  | - | 7  | 0 | 28  | 5  |
| Caracas F. C. · Venezuela | 1.ª           | 2021          | 28  | 17 | -  | - | 3  | 1 | 31  | 18 |
| Millonarios · Colombia | 1.ª           | 2022          | 19  | 1  | 2  | 0 | 2  | 0 | 23  | 1  |
| Millonarios · Colombia | Total club    | Total club    | 19  | 1  | 2  | 0 | 2  | 0 | 23  | 1  |
| Caracas F. C. · Venezuela | 1.ª           | 2023          | 27  | 3  | -  | - | 1  | 0 | 28  | 3  |
| Caracas F. C. · Venezuela | Total club    | Total club    | 118 | 36 | 2  | 1 | 19 | 2 | 139 | 39 |
| Academia Puerto Cabello · Venezuela | 1.ª           | 2024          | 25  | 4  | 1  | 0 | 3  | 0 | 29  | 4  |
| Academia Puerto Cabello · Venezuela | Total club    | Total club    | 25  | 4  | 1  | 0 | 3  | 0 | 29  | 4  |
| East Bengal F. C. India | 1.ª           | 2024-25       | 6   | 0  | 1  | 0 | 2  | 0 | 9   | 0  |
| East Bengal F. C. India | Total club    | Total club    | 6   | 0  | 1  | 0 | 2  | 0 | 9   | 0  |
| Técnico Universitario · Ecuador | 1.ª           | 2025          | 4   | 0  | 0  | 0 | -  | - | 4   | 0  |
| Técnico Universitario · Ecuador | Total club    | Total club    | 4   | 0  | 0  | 0 | 0  | 0 | 4   | 0  |
| Total carrera | Total carrera | Total carrera | 234 | 60 | 10 | 3 | 26 | 2 | 270 | 65 |
| (1) Incluye datos de la Copa Venezuela, Copa de Eslovaquia, Super Copa India y Copa Colombia. (2) Incluye datos de la Copa Libertadores, Copa Sudamericana y AFC Challenge League. |               |               |     |    |    |   |    |   |     |    |

### Selección
| Mayores · Venezuela                                                                 | 2021                      | — | — | 4 | 0 | — | — | 4 | 0 |
| Mayores · Venezuela                                                                 | Total                     | 0 | 0 | 4 | 0 | 0 | 0 | 4 | 0 |
| Total Selección Venezuela                                                           | Total Selección Venezuela | 0 | 0 | 4 | 0 | 0 | 0 | 4 | 0 |
| (1) Incluye los partidos del Copa América 2021 y Eliminatorias Mundialistas 2021-22 |                           |   |   |   |   |   |   |   |   |

### Hat-tricks
| 1. | 10 de octubre de 2015 | Estadio Pachencho, Maracaibo | JBL Zulia - Diamantes de Guayana |  | 5 - 1 | Torneo de Adecuación - Segunda División Venezolana | [ 4 ] |

## Palmarés

### Torneo Nacionales
| Título           | Club         | País      | Año  |
| ---------------- | ------------ | --------- | ---- |
| Torneo Clausura  | Caracas F.C. | Venezuela | 2019 |
| Primera División | Caracas F.C. | Venezuela | 2019 |
| Copa Colombia    | Millonarios  | Colombia  | 2022 |

### Distinciones individuales
| Distinción                                                                     | Año  |
| ------------------------------------------------------------------------------ | ---- |
| Goleador del Torneo de Adecuación de la Segunda División Venezolana (13 goles) | 2015 |